# Buriton
Buriton – wieś w Anglii, w hrabstwie Hampshire, w dystrykcie East Hampshire. Leży 32 km na wschód od miasta Winchester i 83 km na południowy zachód od Londynu. W 2001 miejscowość liczyła 736 mieszkańców.